# Асташево (Костромской район)
Асташево — деревня в Костромском районе Костромской области. Входит в состав муниципального образования Чернопенское сельское поселение. Находится в пригородной зоне Костромы.

## Географическое положение
Расположена в юго-западной части региона, у реки Волга, примыкая к пос. Сухоногово и д. Кузьминка.

## История
С 30 декабря 2004 года Асташево входит в образованное муниципальное образование Чернопенское сельское поселение, согласно Закону Костромской области № 237-ЗКО.

## Население
| 2008 | 2010 | 2014 |
| ---- | ---- | ---- |
| 28   | ↘16  | ↗20  |

## Инфраструктура
Пристань по ул. Московская.
Школьники прикреплены к МОУ Чернопенская средняя общеобразовательная школа в посёлке Сухоногово.

## Транспорт
Деревня доступна автомобильным и водным транспортом.